# Варламов (Городищенский район)
Варламов — хутор в Городищенском районе Волгоградской области Российской Федерации.
Входит в состав Котлубанского сельского поселения.

## География
Хутор расположен на реке Сухой Каркагон в 26 км северо-западнее районного центра — посёлка Городище и в 6,5 км восточнее административного центра сельского поселения.

## Население
| 2010 |
| ---- |
| 622  |

В 2002 году численность населения составляла 868 человек.

## Инфраструктура
- школа
- магазины
- сельскохозяйственное предприятие